# Benjamín Jarnés
Benjamín Jarnés (Codo, Saragossa, 7 d'octubre de 1888 - Madrid, 1949) fou un escriptor espanyol. Conreà sobretot la novel·la, la crítica literària i la biografia. La seua obra se situa dins l'estètica de les avantguardes. Després de la guerra civil espanyola s'exilià a Mèxic.

## Biografia
Va nàixer en una humil família nombrosa de la petita localitat aragonesa de Codo. Son pare era sastre i sagristà de l'església del poble. Als dotze anys ingressa al Seminari de Belchite, com a forma d'obtenir una educació que els seus pares no li podrien donar d'una altra manera. El 1909 abandona el seminari i a l'agost és reclutat per fer el servei militar. Una vegada acabat aquest, decideix continuar a l'exèrcit com a manera de guanyar-se la vida sense haver de tornar a la carrera eclesiàstica, envers la qual no se sent atret. És destinat a Saragossa com a secretari del jutjat militar. Mentrestant comença a estudiar Magisteri com a alumne lliure. D'aquesta època daten les seues primeres publicacions a periòdics i revistes regionals i a publicacions militars. El 1916 assoleix el títol de mestre i es casa amb Gregoria Bergua Alatuey. El 1918 és destinat a Larache, al Marroc, on roman fins al 1920, any en què es trasllada a Madrid. Allà començarà a relacionar-se amb el cercles avantguardistes, amb escriptors com Ramón Gómez de la Serna, Guillermo de Torre i intel·lectuals com José Ortega y Gasset, entre d'altres. Col·laborà a diverses revistes, com ara Alfar, Plural (revista)Plural i, des del 1925, la Revista de Occidente, on participarà ja assíduament fins a l'esclat de la guerra i on va esdevenir un dels més importants crítics literaris. Malgrat les seues primeres publicacions a revistes de caràcter més aviat conservador durant la seua etapa militar, Jarnés s'identifica amb la ideologia progressista dels sectors més avançats de la burgesia del moment que seran els que duran cap a la Segona República Espanyola. Durant aquests anys desenvolupa una gran activitat, amb nombroses publicacions de llibres, articles, crítiques, etc. En començar la guerra civil és reclamat per l'exèrcit republicà a causa de la seua condició de militar -per bé que no en actiu-. Realitza tasques a la rereguarda i als serveis de propaganda a Quintanar de la Orden, Madrid, València i Barcelona. Pel febrer de 1939 abandona Espanya, passant a França, on és internat al camp de concentració de Llemotges. Després de poder eixir-ne i arribar a París aconseguí embarcar-se al Sinaia, vaixell que dugué molts exiliats republicans espanyols a Mèxic. Allà s'instal·la i comença un dur intent per guanyar-se la vida escrivint. El 1948 torna a Madrid, però una greu malaltia l'ha deixat ja en un estat vegetatiu del que no eixirà. Hi mor l'any següent.

## Obra
La novel·lística de Jarnés suposa un intent de renovació de la novel·la espanyola, en la línia dels moviments d'avantguarda que sorgeixen a Europa durant els primers decennis del segle xx. Jarnés i altres novel·listes tractaran de trencar amb la novel·la anterior (realista, naturalista o modernista) i incorporar les novetats de la narrativa europea d'autors com James Joyce, Marcel Proust, Virginia Woolf, entre d'altres.
Les característiques de l'obra de Jarnés són:
- Pèrdua de la importància del fil argumental en favor d'altres elements del relat.
- Fragmentarisme: les novel·les no han de contar una història amb començament, nus i desenllaç sinó encadenar fragments (de vegades publicats abans com a contes o fins i tot com a capítols d'altres novel·les, com per exemple a El profesor inútil).
- Metaficció: les novel·les no pretenen fer la impressió de contar fets reals sinó que remaquen la seua condició de construccions ficcionals. Un dels recursos habituals és la recreació de mites, que li serveixen de guió per construir una altra història (per exemple a El profesor inútil) o la paròdia de gèneres com ara la novel·la rosa (a Teoria del zumbel).
- Pel que fa a la temàtica, l'obra de Jarnés planteja la necessitat d'una vida més plena, més lliure, oberta als plaers dels sentits. Inspirat pel raciovitalisme d'Ortega y Gasset, Jarnés defensa la complementarietat de raó i sentits, la importància dels valors vitals i del gaudi estètic.